# Walter Thijssen
Walter Meijer Timmerman Thijssen (Yogyakarta, Índies Orientals Neerlandeses, 28 de setembre de 1876 – Hilversum, 3 de juliol de 1943) va ser un remer neerlandès que va competir cavall del segle xix i el segle xx.
El 1900 va prendre part en els Jocs Olímpics de París, on guanyà una medalla de bronze en la prova de vuit amb timoner com a membre de l'equip Minerva Amsterdam.